# Profvoetballer van het Jaar 2004
Het Belgische gala van de Profvoetballer van het Jaar 2004 werd georganiseerd op 10 mei 2004 in het Casino in Knokke. De Ivoriaan Aruna Dindane won de trofee voor de eerste keer.

## Winnaars
De Ivoriaanse aanvaller Aruna Dindane, die een jaar eerder nog tweede werd in het referendum, sleepte in 2004 de hoofdprijs in de wacht. De dribbelvaardige spits had in januari ook de Gouden Schoen gewonnen en was een seizoen lang een van de uitblinkers geweest bij landskampioen RSC Anderlecht, dat met Hugo Broos ook de Trainer van het Jaar in huis had. Broos won voor de derde keer en evenaarde zo het record van Robert Waseige en Aimé Anthuenis. De Zweed Pär Zetterberg keerde na een afwezigheid van drie seizoenen terug naar Anderlecht en sleepte meteen zijn vierde Fair-Playprijs in de wacht. De 18-jarige verdediger Vincent Kompany werd uitgeroepen tot Jonge Profvoetballer van het Jaar.
Frédéric Herpoel van AA Gent eindigde al vier keer in de top drie, maar mocht pas nu voor het eerst de trofee voor Keeper van het Jaar in ontvangst nemen. Johan Verbist, ten slotte, werd voor het eerst Scheidsrechter van het Jaar. Hij volgde viervoudig winnaar Frank De Bleeckere op.

## Uitslag

### Profvoetballer van het Jaar
| Nr. | Land               | Winnaar          | Club                | Ptn. |
| --- | ------------------ | ---------------- | ------------------- | ---- |
| 1.  | Vlag van Ivoorkust | Aruna Dindane    | RSC Anderlecht      | 448  |
| 2.  | Vlag van België    | Vincent Kompany  | RSC Anderlecht      | 233  |
| 3.  | Vlag van België    | Luigi Pieroni    | Excelsior Moeskroen | 195  |
| 4.  | Vlag van België    | Mbo Mpenza       | Excelsior Moeskroen | 119  |
| 5.  | Vlag van België    | Émile Mpenza     | Standard Luik       | 99   |
| 6.  | Vlag van België    | Walter Baseggio  | RSC Anderlecht      | 70   |
| 7.  | Vlag van België    | Timmy Simons     | Club Brugge         | 69   |
| 8.  | Vlag van België    | Philippe Clement | Club Brugge         | 10   |
| 9.  | Vlag van Brazilië  | Wamberto         | RAEC Mons           | 9    |
| 10. | Vlag van België    | Thomas Buffel    | Feyenoord           | 8    |

### Keeper van het Jaar
| Nr. | Land               | Winnaar             | Club               | Ptn. |
| --- | ------------------ | ------------------- | ------------------ | ---- |
| 1.  | Vlag van België    | Frédéric Herpoel    | AA Gent            | 280  |
| 2.  | Vlag van Ivoorkust | Barry Boubacar Copa | KSK Beveren        | 214  |
| 3.  | Vlag van Brazilië  | Luciano Da Silva    | Germinal Beerschot | 193  |

### Trainer van het Jaar
| Nr. | Land            | Winnaar         | Club                | Ptn. |
| --- | --------------- | --------------- | ------------------- | ---- |
| 1.  | Vlag van België | Hugo Broos      | RSC Anderlecht      | 426  |
| 2.  | Vlag van België | Jan Ceulemans   | KVC Westerlo        | 380  |
| 3.  | Vlag van België | Georges Leekens | Excelsior Moeskroen | 357  |

### Jonge Profvoetballer van het Jaar
| Nr. | Land            | Winnaar           | Club           | Ptn. |
| --- | --------------- | ----------------- | -------------- | ---- |
| 1.  | Vlag van België | Vincent Kompany   | RSC Anderlecht | 856  |
| 2.  | Vlag van België | Jonathan Walasiak | Standard Luik  | 153  |
| 3.  | Vlag van België | Jonathan Blondel  | Club Brugge    | 145  |

### Scheidsrechter van het Jaar
| Nr. | Land            | Winnaar            | Ptn. |
| --- | --------------- | ------------------ | ---- |
| 1.  | Vlag van België | Johan Verbist      | 305  |
| 2.  | Vlag van België | Frank De Bleeckere | 263  |
| 3.  | Vlag van België | Johny Ver Eecke    | 247  |

### Fair-Playprijs
| Nr. | Land            | Winnaar          | Club           | Ptn. |
| --- | --------------- | ---------------- | -------------- | ---- |
| 1.  | Vlag van Zweden | Pär Zetterberg   | RSC Anderlecht | 38   |
| 2.  | Vlag van België | Dany Verlinden   | Club Brugge    | 18   |
| 3.  | Vlag van België | Dimitri de Condé | Heusden-Zolder | 15   |